# پیرو تاروفی
پیرو تاروفی (انگلیسی: Piero Taruffi؛ زادهٔ ۱۲ اکتبر ۱۹۰۶ در البانو لازیال – درگذشتهٔ ۱۲ ژانویهٔ ۱۹۸۸ در رم) رانندهٔ مسابقات اتومبیل‌رانی فرمول یک اهل ایتالیا بود. او همچنین پدر رانندهٔ زن مسابقات رالی، پریسکا تاروفی است.